# Człuchów (gmina)
Pour la ville, voir Człuchów.
Człuchów est une gmina rurale du powiat de Człuchów, Poméranie, dans le nord de la Pologne. Son siège est la ville de Człuchów, bien qu'elle ne fasse pas partie du territoire de la gmina.
La gmina couvre une superficie de 361,65 km2 pour une population de 10 180 habitants.

## Géographie
La gmina inclut les villages de Barkowo, Biskupnica, Brzeźno, Bukowo, Bukowo Człuchowskie, Chrząstówko, Chrząstowo, Czarnoszki, Czarnoszyce, Czarze, Dąbki, Dębnica, Dobojewo, Dziewiątka, Gębarzewo, Ględowo, Gostudź, Gozdnica, Grzybowo, Jaromierz, Jęczniki Małe, Jęczniki Wielkie, Jeziorno, Kątki, Kiełpin, Kiełpinek, Kołdowo, Krępsk, Krery, Krzyżanki, Kujanki, Mąkowo, Mirogniew, Mosiny, Murzynowo, Nieżywięć, Nowosiółki, Piaskowo, Płonica, Polnica, Polniczka, Przytok, Rogowo, Rychnowy, Sieroczyn, Skarszewo, Skórzewo, Śniaty, Sokole, Stara Rogoźnica, Stołczno, Wierzchowo, Wierzchowo-Dworzec, Zagórki, Zbrzyca et Zielątkowo.
La gmina borde la ville de Człuchów et les gminy de Chojnice, Czarne, Debrzno, Kamień Krajeński, Konarzyny, Przechlewo et Rzeczenica.